# Cephrenes trichopepla
Cephrenes trichopepla là một loài bướm ngày thuộc họ Bướm nhảy. Loài này được tìm thấy ở Úc (tây nam bờ biển của New South Wales, miền bắc Vịnh và miền bắc bờ biển của Bắc Úc, miền bắc Vịnh và miền bắc bờ biển của Queensland và miền bắc bờ biển của Tây Úc), Papua và Papua New Guinea. Loài này gần đây đã được ghi nhận tại Singapore.
Sải cánh dài khoảng 40 mm.
Ấu trùng ăn các loài nhiều loài cây cọ.
Các cây loài ăn gồm có Archontophoenix alexandrae, Wodyetia bifurcata, Ptychosperma elegans, Archontophoenix cunninghamiana, Livistona australis, Livistona benthamii, Livistona nitida, Livistona muelleri, Livistona mariae, Livistona drudei và Livistona decipiens.